# Gnophos obfuscata
Gnophos obfuscata is een vlinder uit de familie van de spanners (Geometridae).
De spanwijdte van deze vlinder is 41 tot 46 millimeter. De grondkleur is egaal bruingrijs. Op de voorvleugel is duidelijk een middenstip herkenbaar. De tekening bestaat uit meestal vage witte vlekjes en dwarslijnen.
De soort gebruikt allerlei planten die voorkomen in heidegebieden, zoals struikhei en steenbreek, als waardplanten. De vliegtijd is in juli en augustus.
De soort komt voor in rotsachtige heidegebieden in Noord-Europa, Schotland, Ierland, Centraal-Europa, het Iberisch schiereiland en Zuidoost-Europa.